# رخ‌کرکس
رُخ‌کَرکَس یا کرکس آمریکایی (انگلیسی: Condor) بزرگ‌ترین پرنده پروازی نیم‌کره غربی کره زمین است.
نام رخ‌کرکس در اصل برای اشاره به دو گونه از کرکس‌های جهان جدید استفاده می‌شود:
- رخ‌کرکس آند
- رخ‌کرکس کالیفرنیا